# Liaocheng
Liaocheng (chinês: 聊城, pinyin: Liáochéng) é uma prefeitura com nível de cidade na província de Xantum, na China.